# لودویگسوینکل
لودویگسوینکل (به آلمانی: Ludwigswinkel) یک شهر در آلمان است که در زودوستپفالتس واقع شده‌است. لودویگسوینکل ۸۳۱ نفر جمعیت دارد.